# Uranotaenia andavakae
Uranotaenia andavakae är en tvåvingeart som beskrevs av Doucet 1950. Uranotaenia andavakae ingår i släktet Uranotaenia och familjen stickmyggor.
Artens utbredningsområde är Madagaskar. Inga underarter finns listade i Catalogue of Life.